# ムイソヴォイ
ムイソヴォイ（ロシア語: Мысовой）はロシア連邦沿海地方シコトヴォ地区にある集落の一つで、ポドヤポリスキー農村居住区域（ロシア語: Подъяпольское сельское поселение）に属す。ウスリー湾沿岸のピャーチ・オホートニコフ湾に面している。人口は494人（2010年）である。
清朝時代は湾泊石と呼ばれ、ロシア帝国編入後も1972年の極東ロシア地域における地名変更まではワンパウシ（Вампауши）と呼ばれた。
ボリショイ・カーメニまで12km、ウラジオストクまで111kmの距離にある。最寄の鉄道駅は南へ1.5km、ストレロクの集落内にあるストレルコヴァヤ駅である。